# 踊る娘達
『踊る娘達』（おどるむすめたち、原題：英語: Our Dancing Daughters）は、1928年に製作・公開されたアメリカ合衆国の映画である。ハリー・ボーモントが監督、ジョーン・クロフォードとジョニー・マック・ブラウンが主演した。
BGMが録音されたサウンド版として製作されている。

## キャスト
- ダイアナ・メッドフォード：ジョーン・クロフォード
- ベン・ブレイン：ジョニー・マック・ブラウン
- ノーマン：ニルス・アスター
- ベアトリス：ドロシー・セバスチャン
- アン：アニタ・ペイジ

## スタッフ
- 監督：ハリー・ボーモント
- 製作：ハント・ストロンバーグ
- 脚本：ジョゼフィン・ラヴェット
- 字幕：マリアン・エインスリー、ルース・カミングス
- 撮影：ジョージ・バーンズ
- 音楽：ウィリアム・アクスト（クレジットなし）
- 編集：ウィリアム・ハミルトン、マーガレット・ブース（クレジットなし）
- 装置：セドリック・ギボンズ
- 衣裳：デヴィッド・コックス（クレジットなし）

## アカデミー賞ノミネーション
- 撮影賞：ジョージ・バーンズ
- 脚本賞：ジョゼフィン・ラヴェット